# Claridge's
Pour les articles homonymes, voir Hôtel Claridge et Claridge Tower at Bally's.
L’hôtel Claridge's est un hôtel de luxe situé à Londres. 

## Situation et accès
Le Claridge's est un hôtel de luxe de Mayfair, dans le centre de Londres, situé à l’angle de Brook Street et de Davies Street.
Les stations de métro les plus proches sont Oxford Circus et Bond Street, toutes les deux desservies par la ligne  Central.

## Origine du nom

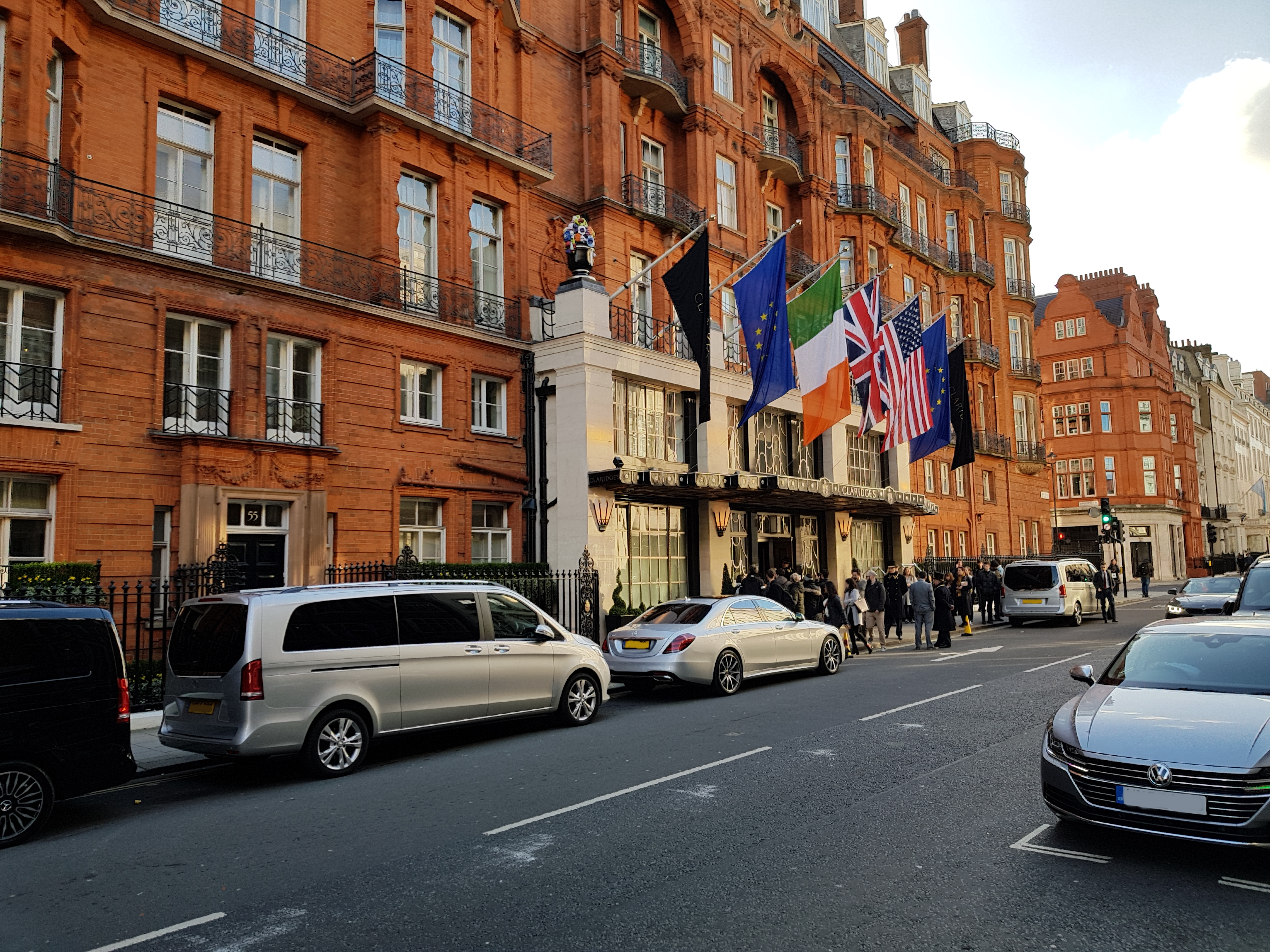
Entrée du Claridge's dans Brook Street.

En 1856, l’hôtel prend le nom de ses propriétaires de l’époque, William et Marianne Claridge. On peut aujourd’hui voir le portrait de cette dernière dans le hall de l’hôtel.

## Historique

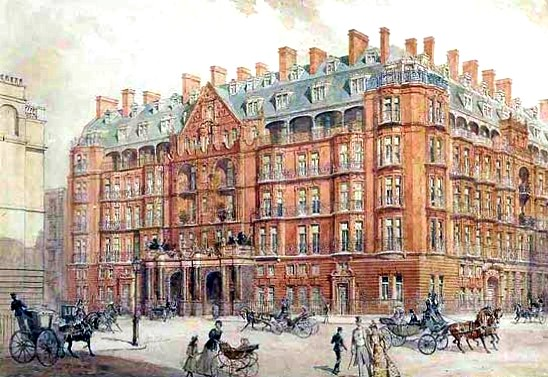
Le Claridge's en 1897.

En 1812, un hôtel du nom de Mivart's Hotel ouvre ses portes au 51, Brook Street et se constitue une clientèle parmi les membres du Corps diplomatique. L’hôtel est vendu en 1854 à William et Marianne Claridge, déjà propriétaires d’un autre hôtel situé au 49 de la même rue, le  Coulson's, qui ne tardent pas à réunir les bâtiments et à rebaptiser l’ensemble à leur nom.
En 1860, l’impératrice Eugénie (1826-1920), épouse de Napoléon III, établit ses appartements d’hiver au Claridge et y reçoit la visite de la reine Victoria. Cette visite consacre la réputation du lieu. Dans les années 1880, l’hôtel est d'ailleurs considéré par beaucoup comme une extension du palais de Buckingham.
En 1894, l’hôtel est racheté par le propriétaire du Savoy, autre hôtel mythique de Londres, et est entièrement reconstruit. Le nouveau Claridge ouvre ses portes en 1898. C’est ce bâtiment qui est aujourd’hui classé de grade II.
En 1909-1910, une salle de bal est ajoutée à la construction initiale, conçue par l’architecte français René Sergent.
Après la Première Guerre mondiale, bon nombre d’aristocrates renoncent à entretenir leurs demeures londoniennes, devenues trop coûteuses. Louer une suite au Claridge pour la saison revient bien moins cher.
L’entrée principale date de 1929.

## Personnalités liées au Claridge's

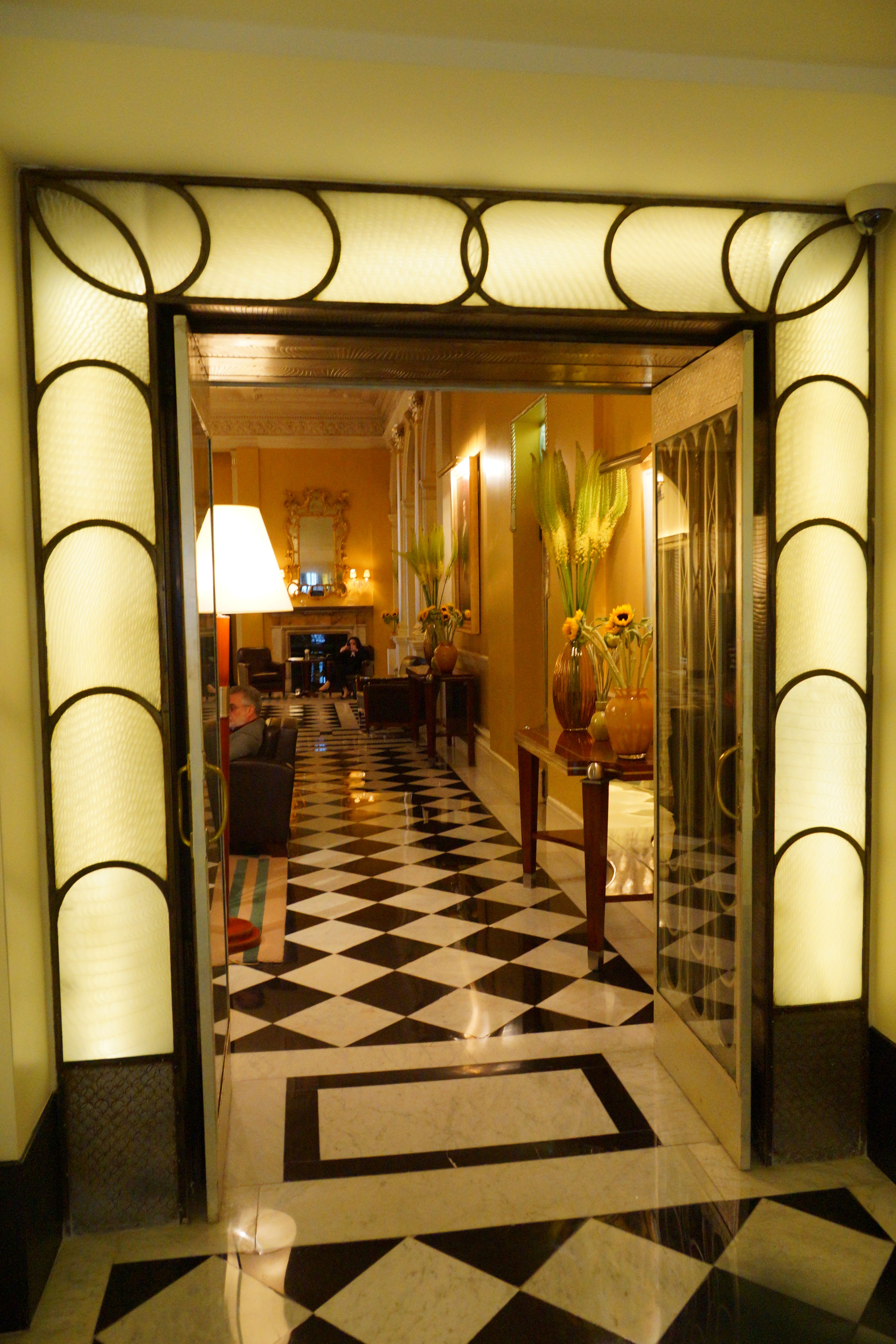

L’hôtel a accueilli nombre de têtes couronnées, d'hommes politiques, de grands noms de la chanson et du cinéma.
- L’impératrice Eugénie (1826-1920) y séjourne en 1860[5].
- L’écrivain britannique Barbara Cartland (1901-2000) était une cliente régulière.
- L’écrivain français Paul Morand (1888-1976) y dînait régulièrement.
- Le général américain Dwight D. Eisenhower y a séjourné pendant la Seconde Guerre mondiale mais, jugeant finalement l'hôtel trop luxueux, s'installe au Dorchester[6].
- L’homme d’État Winston Churchill s’y installe en 1945 dans une suite située au 6e étage[7].
- Le 17 juin 1945, la suite 212 de l'hôtel fut cédée par le Royaume-Uni à la Yougoslavie pour permettre à Alexandre de Serbie, dont les parents étaient en exil, de naître sur le territoire yougoslave
- L’architecte français Thierry Despont y effectua des rénovations à de nombreuses reprises.